# Gandingan
Le gandingan est un ensemble philippin de quatre grands gongs philippins à bord étroit, utilisés dans l'orchestre kulintang de la province de Maguindanao, dans l'Asie du Sud-Est insulaire, notamment  aux Philippines et en Indonésie.  Dans un orchestre, il fonctionne comme un instrument mélodique secondaire après le principal instrument mélodique, le kulintang . Lorsqu'il est joué seul, le gandingan permet aux différentes tribus du Maguindanao de communiquer entre elles, afin d'envoyer des messages ou des avertissements sur de longues distances. Cette capacité à imiter les tons de la langue maguindanao à l'aide de cet instrument a donné à la connotation gandingan: les «gongs parlants» .

## Origines
L'étymologie du terme « gandingan » apparaît dans de nombreux contes et épopées folkloriques du Maguindanao. La mention la plus significative se trouve dans l'épopée de  Diwatakasalipan, où le mot «gandingan» fait référence à l'instrument lui-même. Dans une autre épopée, une jeune princesse, Tintingan na Bulawan, aurait utilisé le gandingan pour communiquer avec sa sœur, Initulon na Gambal. Les origines des gongs restent floues, comme l'atteste l'explorateur britannique, Thomas Forrest, il est probable que des gongs sans boutons (comme le gandingan) proviennent de Chine. Cependant, d’autres sources suggèrent que le gandingan est arrivé aux Philippines via l’Indonésie ou le Sarawak malaisien en raison d’instruments similaires trouvés chez les Tausougs de Sulu  .

## Description
L’instrument est généralement décrit comme quatre grands gongs à bord mince et à bossage peu profond, suspendus verticalement, soit à partir d’un support solide tel qu’une branche d’arbre, soit dans un support solide à cadre de bois. Les gongs sont disposés par paires de manière graduée, les boutons des gongs graves se faisant face et les gongs les plus aigus faisant de même. Les gongs les plus graves sont situés du côté gauche et les gongs les plus aigus du côté droit des joueurs droitiers. Cette disposition est en fait similaire à celle des gongs du kulintang posé à l'horizontal.
Les gongs sont tous de la même taille quelle que soit leur hauteur. Les diamètres ont un diamètre de 40 cm et de une largeur de 2 cm à 3,2 cm (y compris le bossage). En raison de leurs légères différences, des gongs plus petits pourraient être placés dans des gongs plus grands, rendant le transport de ces gongs plus portable que celui d'un agung, dont le rebord tourné élimine cette possibilité.
Généralement les gandingans étaient fabriqués en bronze, mais en raison de la rareté du métal, depuis la Seconde Guerre mondiale, la plupart des gongs y compris le babendil, sont fabriqués avec des métaux plus usuels, tels que le laiton, le fer et même le fer-blanc des boîtes de conserve. Depuis le début du XXe siècle, les fabricants d’instruments de la province de Maguindanaon  utilisent des tôles d’acier galvanisé pour usiner les différentes parties du gong (le bouton, le corps et la jante). Ces nouveaux gongs sont d'un ton plus haut et leur taille est plus petite.

## Utilisation
Traditionnellement le gandingan était  utilisé comme instrument secondaire, après le kulintang dans les batteries kulintang, pour  mettre en valeur et renforcer les rythmes établis par le babendil et le dabakan. Le musicien se tient généralement debout à l'arrière de son instrument, qu'il cogne avec deux maillets en bois, appelés balus, garnis de bandelettes en caoutchouc . Plus légers et plus petits que ceux utilisés avec l'agung, ils sont utilises avec différentes techniques en fonction des morceaux que les joueurs interprètent. Quatre gongs sont employés lors des jeux  apad et kulndet, dont les trois des plus puissants gongs du gandingan. Dans les concours de gandingan, les joueurs sont assistés par deux mulits (assistants de kulintang) qui tiennent les gongs en place alors que les joueurs démontrent férocement leur virtuosité sur l'instrument.

## Instruments similaires
L'ensemble des quatre grands gongs suspendus est principalement spécifique de la province de Maguindanao. Les Tausugs de la province de Sulu possèdent un gong, de type gandingan, avec un bord étroit appelé buahan, ou huhagan. L'un des trois agungs est utilisé dans l'ensemble Tausug kulintang. Les Samals de la province du Davao du Nord, disposent du bua. D'autres gongs similaires au gandingan existent au Subanon (gagung sua) dans la péninsule de Zamboanga, située sur l'île de Mindanao, et dans le sud-ouest de la province de Maguindanao chez les Tirurays (karatung).